# آلبر بورلون
آلبر بورلون (فرانسوی: Albert Bourlon‎; ۲۳ نوامبر ۱۹۱۶ – ۱۶ اکتبر ۲۰۱۳) دوچرخه‌سوار اهل فرانسه بود.